# Hormius solocipes
Hormius solocipes är en stekelart som först beskrevs av Günther Enderlein 1912.  Hormius solocipes ingår i släktet Hormius och familjen bracksteklar. Inga underarter finns listade i Catalogue of Life.